# William Wandahl
William Frederik Vilhelm Wandahl  (født 7. august 1859 i København - død 3. februar 1944 i Gentofte) var en dansk maler, skuespiller og biografdirektør.
Wandahl er primært kendt som direktør for Nørrebros Biografteater, som han fik bevilling til i 1912. Som skuespiller virkede han ved turnerende teatre og fra 1888 til 1912 ved Dagmarteatret. Han medvirkede i stumfilmen "Et Justitsmord" fra 1915.

## Familie
Han blev gift 18. juli 1890  i Kerteminde med skuespillerinden Alma Nielsen og han er far til billedhuggeren Finn Wandahl.